# Associazione Calcio Cesena 1948-1949
Questa voce raccoglie le informazioni riguardanti l'Associazione Calcio Cesena nelle competizioni ufficiali della stagione 1948-1949.

## Rosa
| N. |                   | Ruolo | Calciatore          |
| -- | ----------------- | ----- | ------------------- |
|    | Italia (bandiera) | C     | S. Antonelli        |
|    | Italia (bandiera) | A     | Emilio Barbero      |
|    | Italia (bandiera) | P     | Alfredo Bodoira     |
|    | Italia (bandiera) | A     | Giancarlo Bolognesi |
|    | Italia (bandiera) | C     | Emilio Bonci        |
|    | Italia (bandiera) | C     | Antonio Caracciolo  |
|    | Italia (bandiera) | D     | Renzo Chiodi        |
|    | Italia (bandiera) | C     | Sergio Geminiani    |
|    | Italia (bandiera) | C     | Luigi Di Pasquale   |

| N. |                   | Ruolo | Calciatore         |
| -- | ----------------- | ----- | ------------------ |
|    | Italia (bandiera) | A     | G. Giorgini        |
|    | Italia (bandiera) | C     | M. Lambertini      |
|    | Italia (bandiera) | A     | M. Laurentich      |
|    | Italia (bandiera) | A     | Giuseppe Margarita |
|    | Italia (bandiera) | A     | Enrico Pratesi     |
|    | Italia (bandiera) | P     | Carlo Rognoni      |
|    | Italia (bandiera) | A     | Iramo Vanz         |
|    | Italia (bandiera) | P     | S. Zauli           |
|    | Italia (bandiera) | C     | Leo Zavatti        |